# Martin Ohm
Martin Ohm (Erlangen, 6 de maio de 1792 — Berlim, 1 de abril de 1872) foi um matemático alemão.
Irmão do físico Georg Simon Ohm.
Em 1811 doutorou-se sob a orientação de Karl Christian von Langsdorf na Universidade de Erlangen-Nuremberg. Em 1821 foi Privatdozent em Berlim, em 1824 professor extraordinário e em 1839 professor ordinário. De 1849 a 1852 teve um assento no parlamento prussiano.
Publicou a obra Versuch eines vollkommenen, consequenten Systems der Mathematik (1822 a 1852) em nove volumes. É o autor do termo proporção áurea. A Ohmstraße em Berlim (Mitte) lembra seu nome.